# Malá Prašivá
Malá Prašivá je horský spočinek, vybíhající 1,3 km směrem na západ od mateřské hory Prašivá (843 m), v Moravskoslezských Beskydech v blízkosti Vyšních Lhot při severním okraji CHKO Beskydy. Dosahuje výše 706 m n. m., na jejím vrcholu se nachází Chata Prašivá a Kostel svatého Antonína Paduánského ze 17. století.

## Název
Pojmenování „Prašivá“ pochází z předkřesťanské doby, kdy se do lesů na svazích hory vyváželi lidé nemocní prašivinou.

## Poloha
Hora se nachází v katastru obce Vyšní Lhoty. Malou Prašivou začíná hřeben, který dále pokračuje Prašivou, Čuplem, Lipím, Ropičkou, Příslopem, Velkým Lipovým a Ropicí.

## Vrchol

### Kostel
Téměř na vrcholku Malé Prašivé se nachází dřevěný kostel z roku 1640 zasvěcený sv. Antonínu Paduánskému. Prašivá se postupně stala významným poutním místem pro Těšínsko i nedalekou Moravu a Slovensko. Poutě se na Prašivou (lidově „Prašivku“) konají doposud.

### Chata

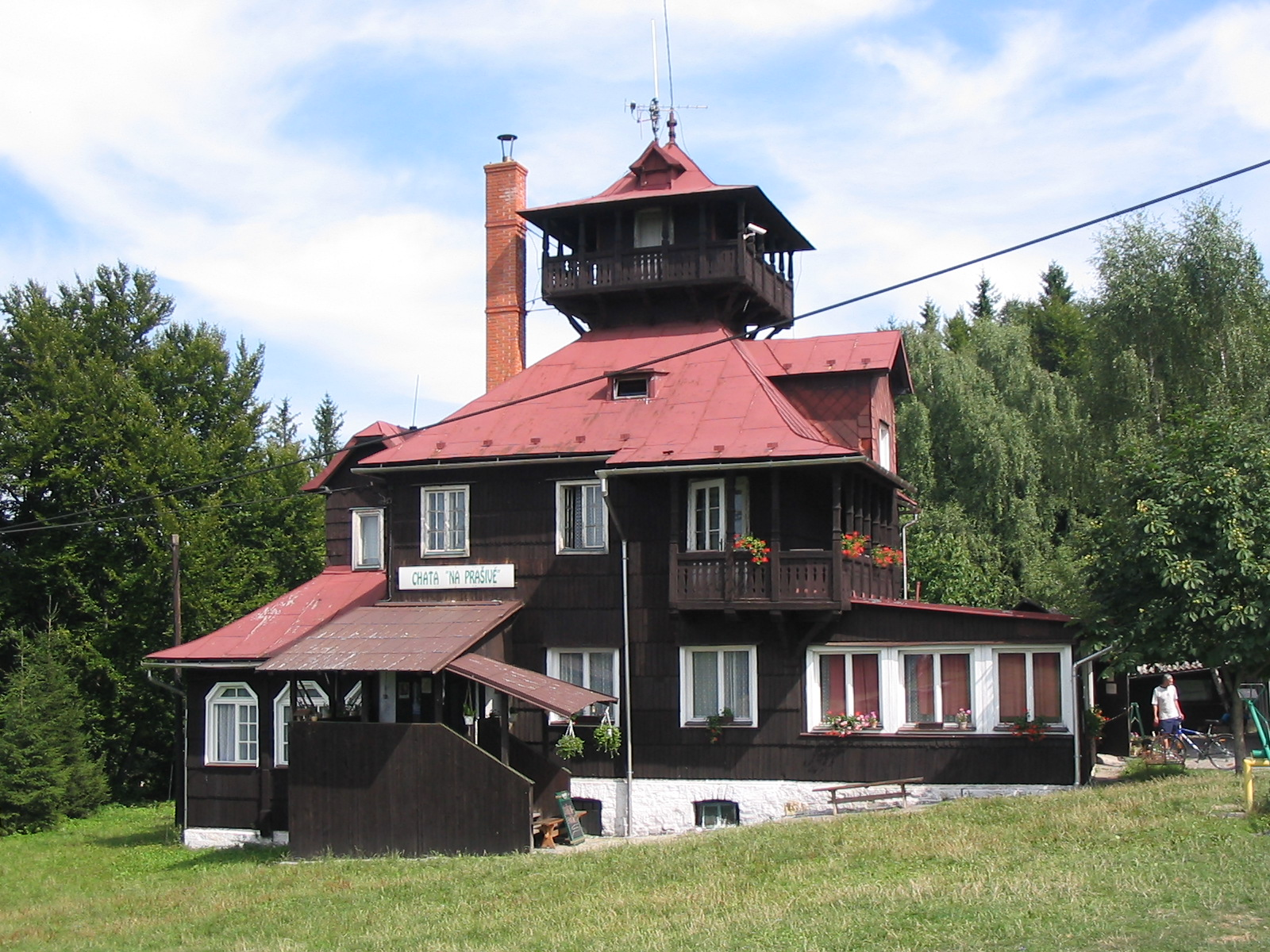
Chata Prašivá (2006)

Již od konce 19. století se uvažovalo o tom, že by na Prašivé měla vzniknout turistická chata. Když se 1. září 1910 konala ustanovující schůze spolku Beskydská jednota slezská, jedním z jejich cílů byla výstavba turistické chaty na Prašivé. Jejich úmysl byl mimo jiné motivován snahou podpořit turistický ruch Čechů po Beskydech, protože většina tehdejších beskydských turistických ubytoven patřila Němcům. Beskydská jednota slezská v roce 1912 odkoupila stavební parcelu u vrcholu Prašivé od manželů Velčovských a začala chystat plány na výstavbu. Následkem první světové války však byla stavba chaty pozdržena a znovu se o ní začalo uvažovat v roce 1918.
Po řadě příprav bylo v 11. dubna 1921 započato s výstavbou chaty podle projektu místeckého stavitele Jara Čermáka. Již 2. října téhož roku byla chata oficiálně otevřena. Chata měla tři podlaží. V prvním se nacházela jídelna s výčepem, kuchyní a verandou, druhé patro zabírala obytná část a třetí patro rozhledna. Na stavbu chaty přispěla řada peněžních ústavů, okolních obcí i drobnějších dárců včetně Petra Bezruče a T. G. Masaryka, který dokonce přispěl částkou 5000 Kčs, což byla relativně vysoká částka vzhledem k celkovému rozpočtu 273 300 Kčs.
Během druhé světové války připadla chata německému turistickému spolku Beskidenverein a přístup na ní byl zakázán. Po únoru 1948 byla chata znárodněna, po roce 1989 připadla Klubu českých turistů Frýdek-Místek.

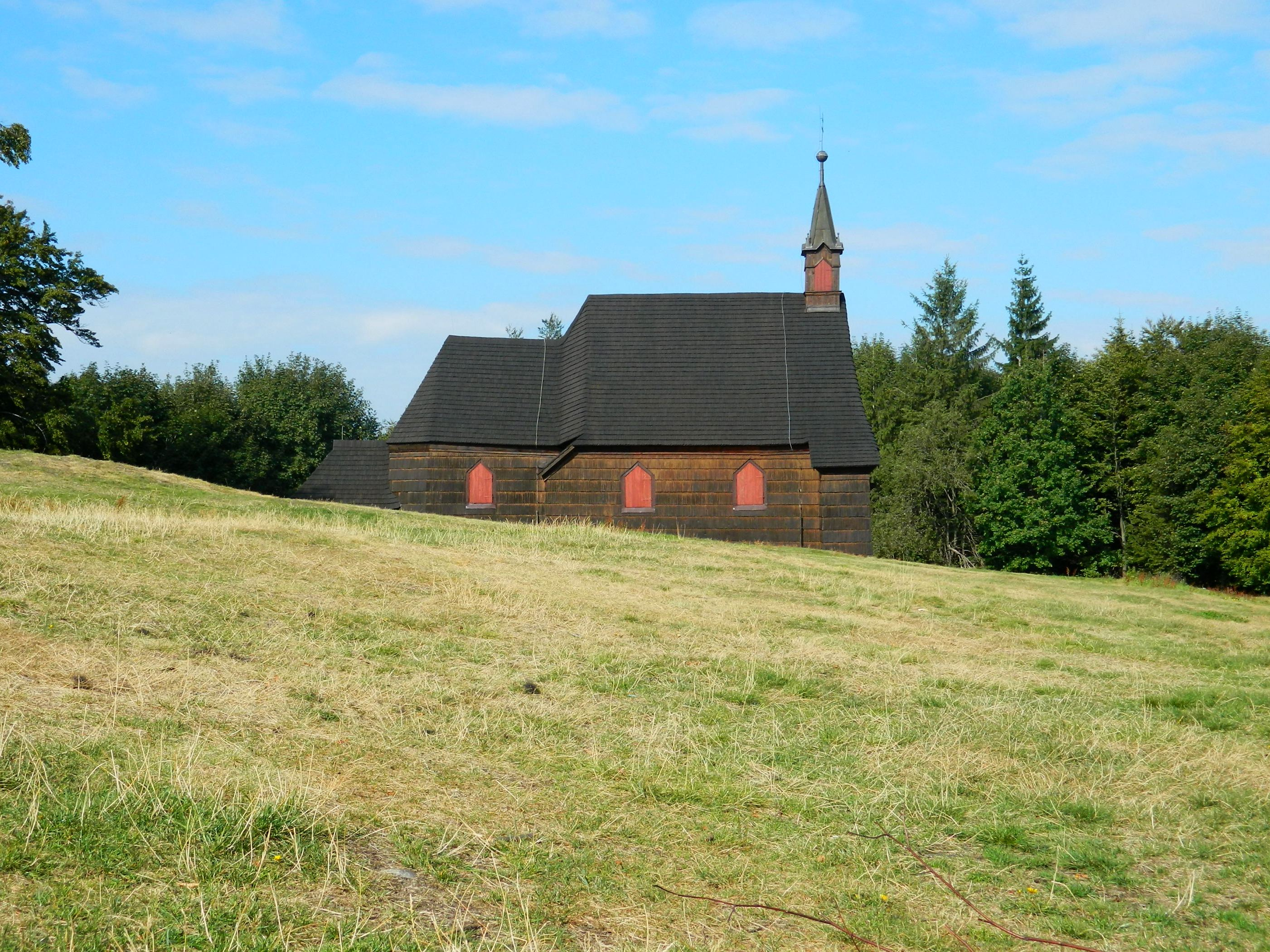
Kostel sv. Antonína Paduánského na Malé Prašivé

## Pověsti
- Když v roce 1640 pořádal v lesích na Prašivé hon hrabě Jiří Oppersdorf, spatřil v lese jelena a jal se ho pronásledovat. Jelen ho zavedl hluboko do lesů, daleko od hraběcí družiny. Když se jelen na chvíli zastavil, hrabě jej postřelil. Rána však nebyla smrtelná a jelen se vrhl na hraběte. Ten ve snaze uhnout jeho ostrým parohům se schoval za strom, avšak jelen strom probodl a uvěznil v něm sebe i hraběte. Teprve po třech dnech zoufalství, bolesti a hladu byl hrabě nalezen. Z vděčnosti nad tím, že si zachránil holý život, nechal postavit na Prašivé dřevěný kostel, který tam stojí dodnes.[1][3]
- Podle jiné pověsti se dívka, která na den sv. Antonína tj. 13. června dojde bosa až ke kostelu, do roka provdá.
- Zvon z kostela sv. Antonína Paduánského je prý mimořádně účinný při zvonění na mraky

## Přístup
- Trasa ze žel. stanice Dobratice pod Prašivou: délka 6 km
- Trasa z Komorní Lhotky: délka 4,5 km
- Trasa z Raškovic: délka 3,5 km
- Trasa z Raškovic od hotelu Ondráš přes Pražmo: délka 7,5 km
- Cyklotrasa 6174 ze směru od Vyšních Lhot